# 3966 Cherednichenko
3966 Cherednichenko è un asteroide della fascia principale. Scoperto nel 1976, presenta un'orbita caratterizzata da un semiasse maggiore pari a 3,2330084 UA e da un'eccentricità di 0,0234935, inclinata di 3,54124° rispetto all'eclittica.